# 內米茨湖
53°7′50″N 12°59′11″E / 53.13056°N 12.98639°E

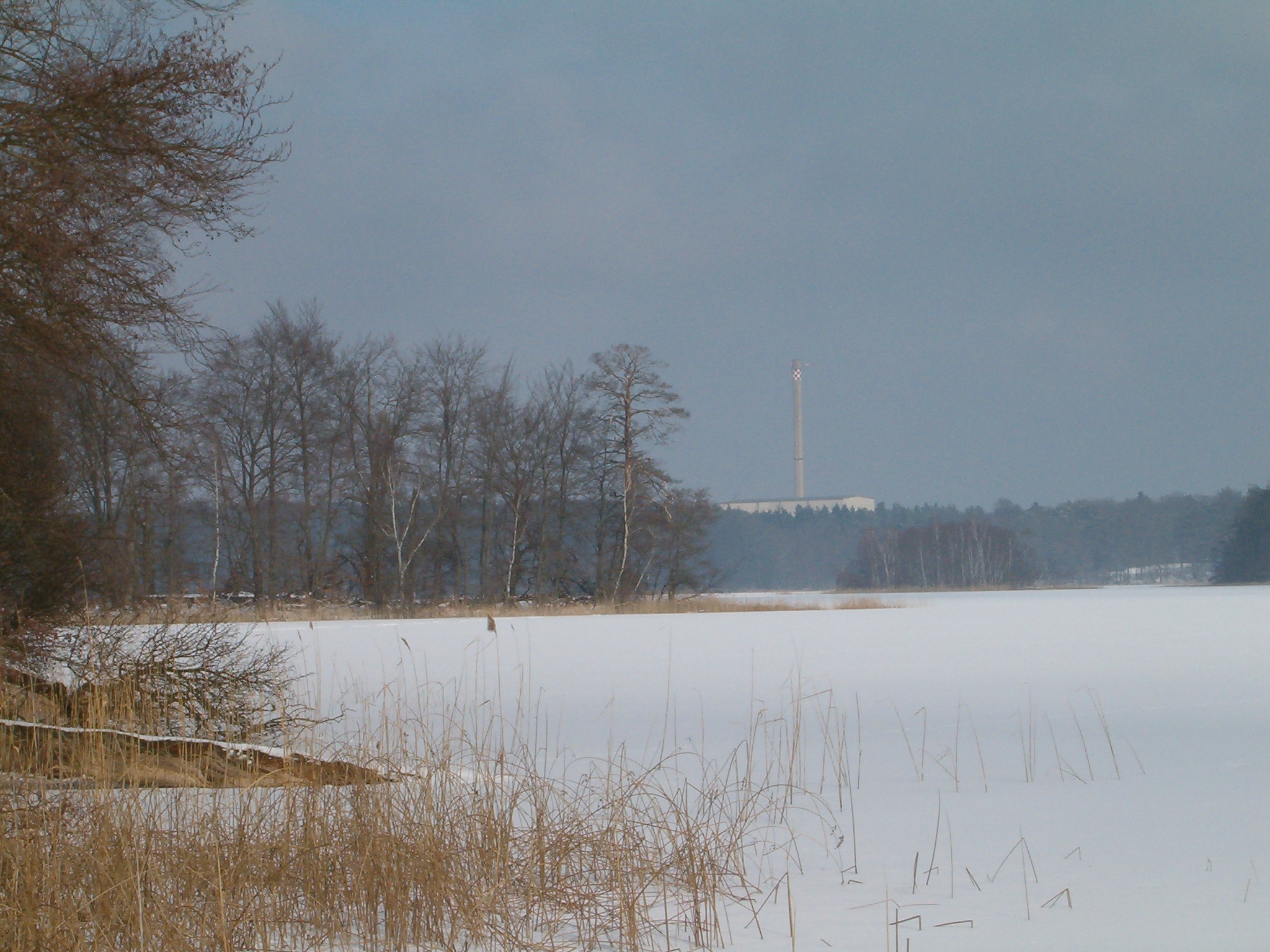

內米茨湖（德語：Nehmitzsee），是德國的湖泊，位於該國西南部，由勃蘭登堡州負責管轄，處於上哈弗爾縣和東普里格尼茨-魯平縣境內，面積1.7平方公里，海拔高度60米，平均水深6.4米，最大水深18.6米。